# Pseudepipona rossii
Pseudepipona rossii är en stekelart som först beskrevs av Amédée Louis Michel Lepeletier.  Pseudepipona rossii ingår i släktet Pseudepipona och familjen Eumenidae. Inga underarter finns listade i Catalogue of Life.